# Бяла-Паланка
Бяла-Паланка (болг. Бяла паланка) — село в Болгарии. Находится в Сливенской области, входит в общину Твырдица. Население составляет 1008 человек.

## Политическая ситуация
В местном кметстве Бяла-Паланка, в состав которого входит Бяла-Паланка, должность кмета (старосты) исполняет Нехат Ахмедов Кечеджиев (Движение за права и свободы (ДПС)) по результатам выборов.
Кмет (мэр) общины Твырдица — Катя Колева Дойчева (коалиция партий: «Болгарская социалистическая партия», «Движение за права и свободы», «Объединённый блок труда», «Политическое движение „Евророма“», «Политическое движение социал-демократов») по результатам выборов.